# Abiskojåkka
Abiskojåkka, nordsamiska Ábeskoeatnu, är en fjällälv i Abisko nationalpark i norra Lappland som avvattnar ett 520 km² stort högfjällsområde. Den övre delen av älven kallas Kamajåkka och faller ut i sjön Abiskojaure, 487,1 meter över havet, som älven även har fått sitt namn ifrån. Älven rinner vidare norrut och faller efter tio kilometer ut i Torneträsk i närheten av Abisko. Abiskojåkka och är det största tillflödet till Torneträsk. Den totala fallhöjden till Torneträsk är 147 meter räknat från Abiskojaure.
Kungsleden följer vattendraget.

## Bildgalleri

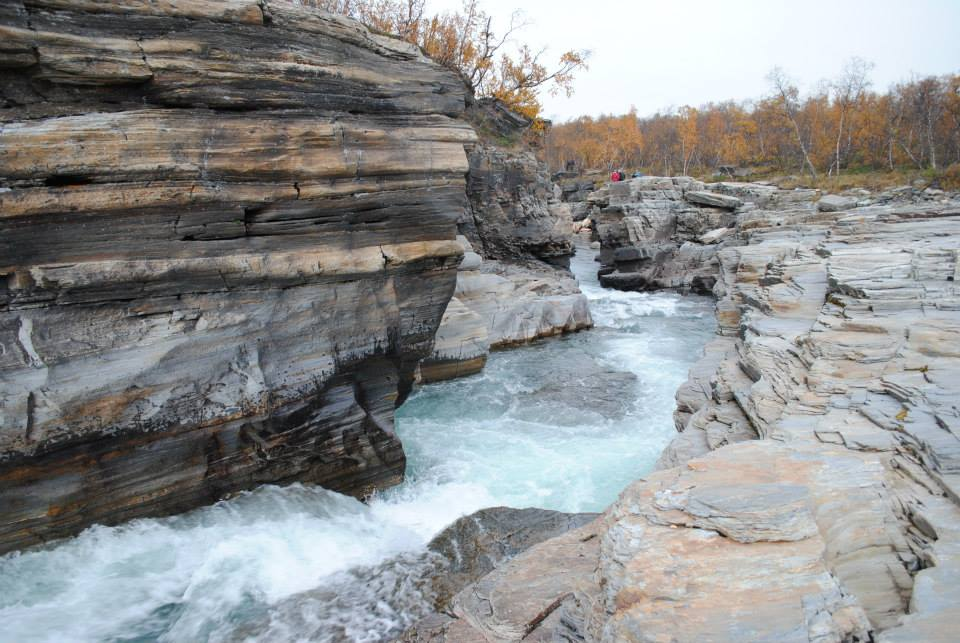
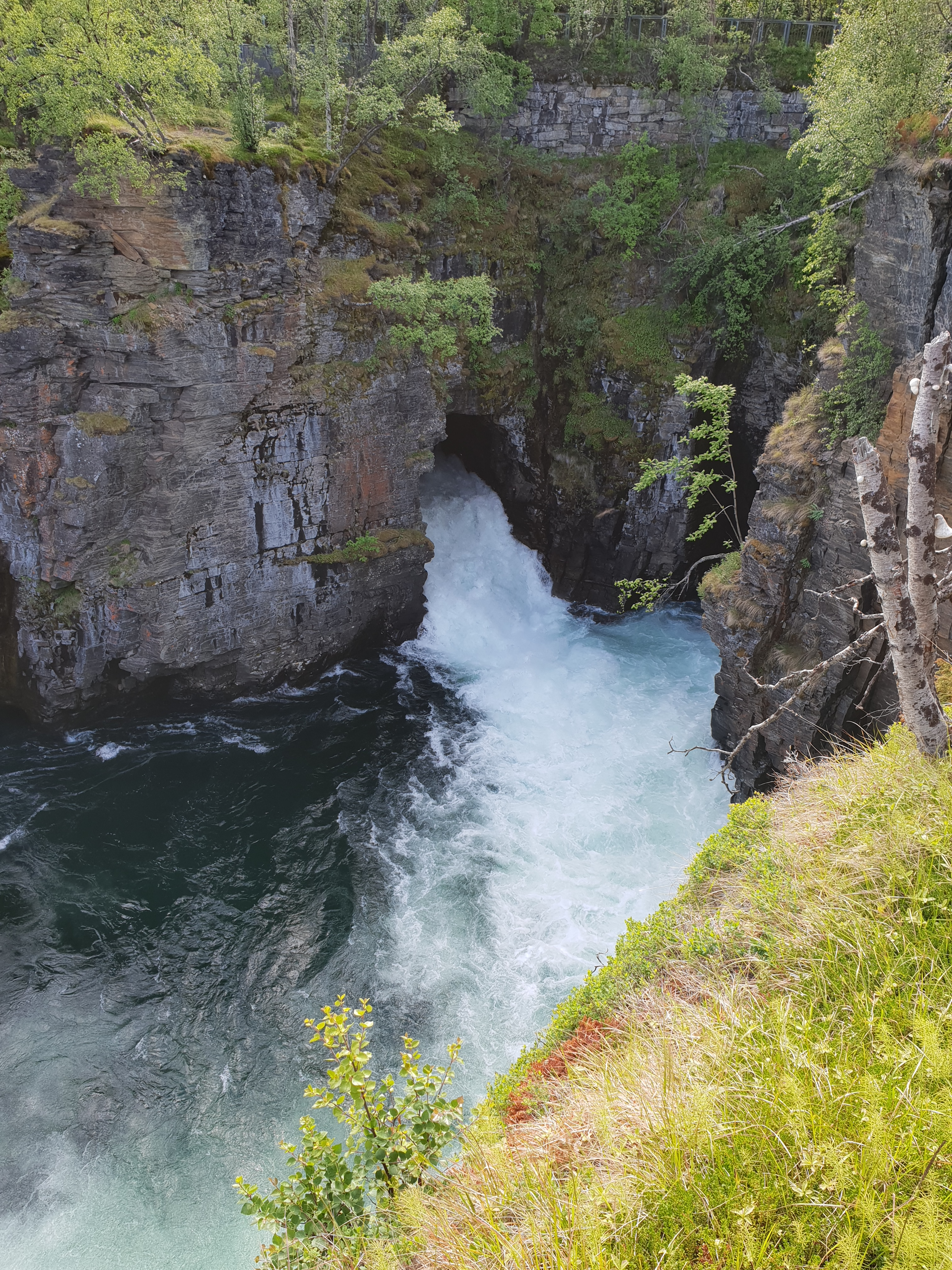
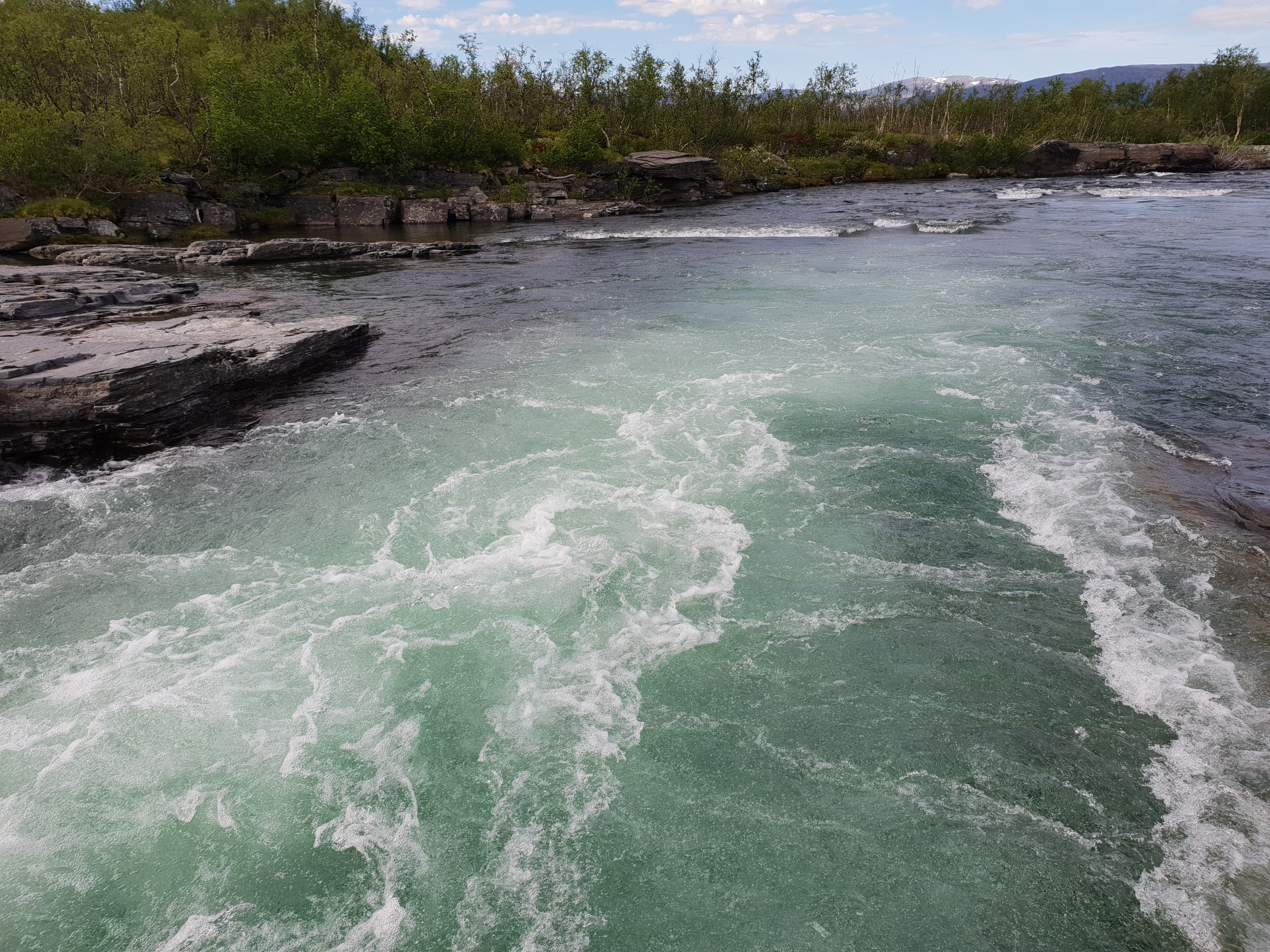
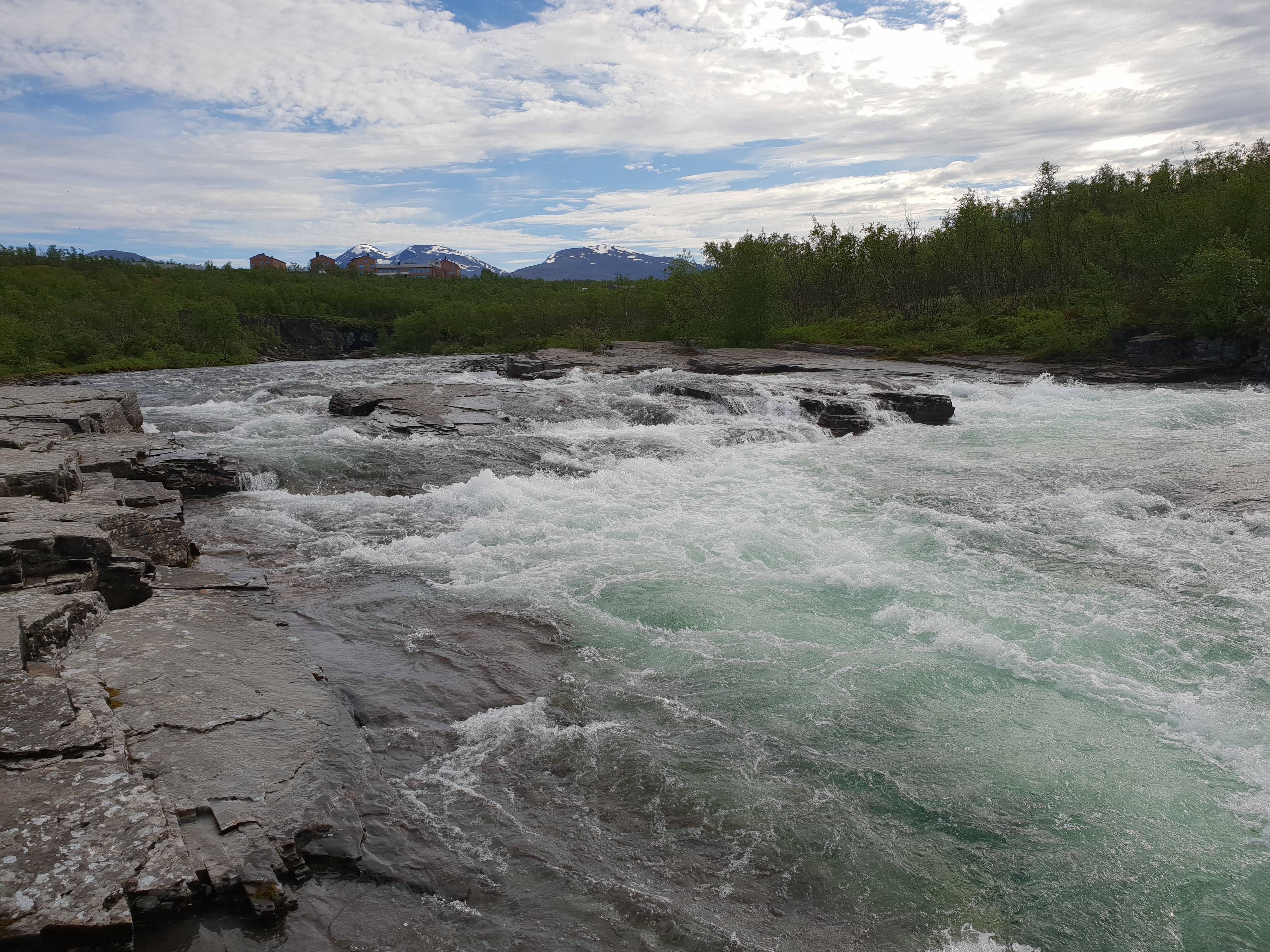
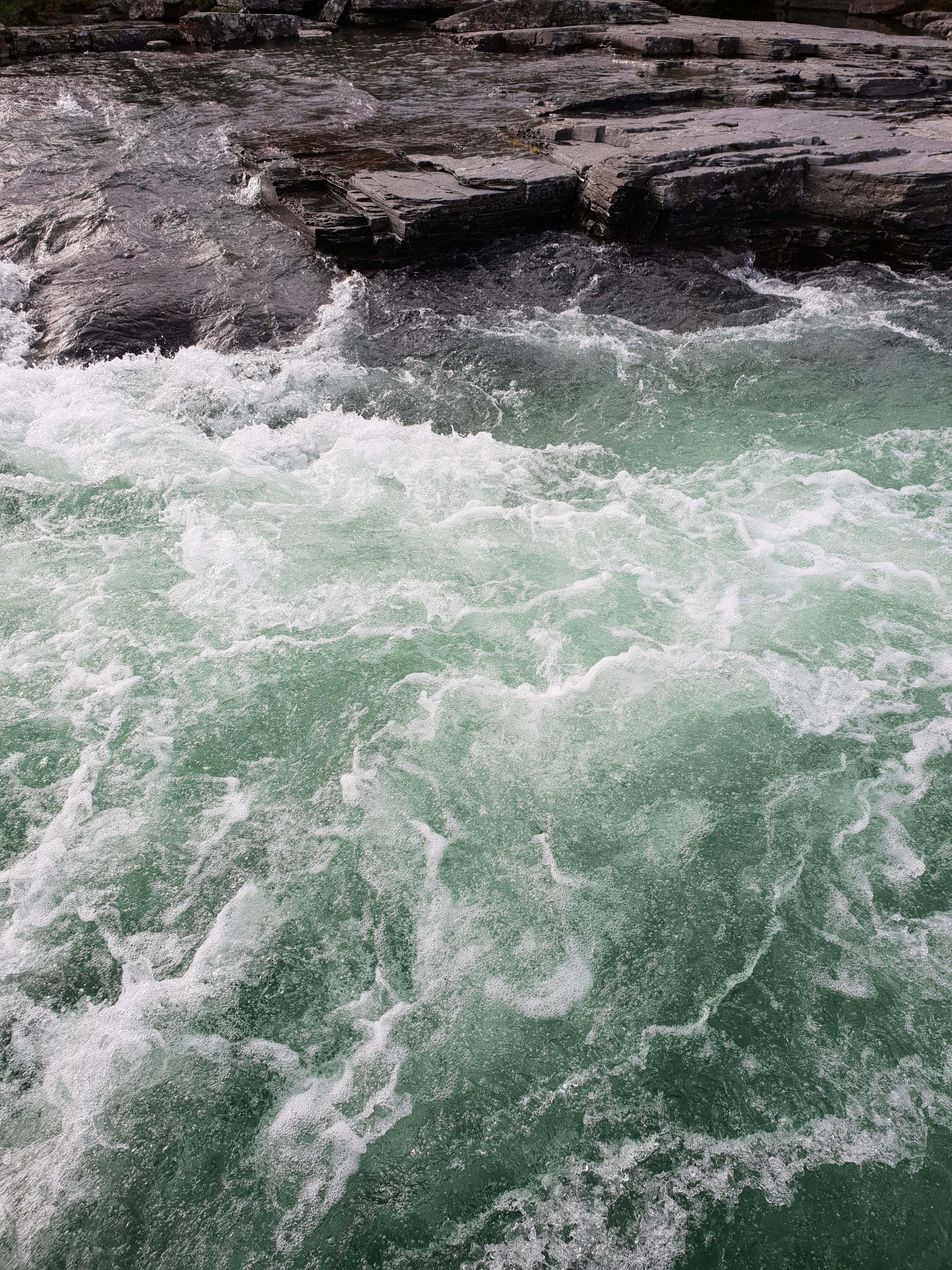
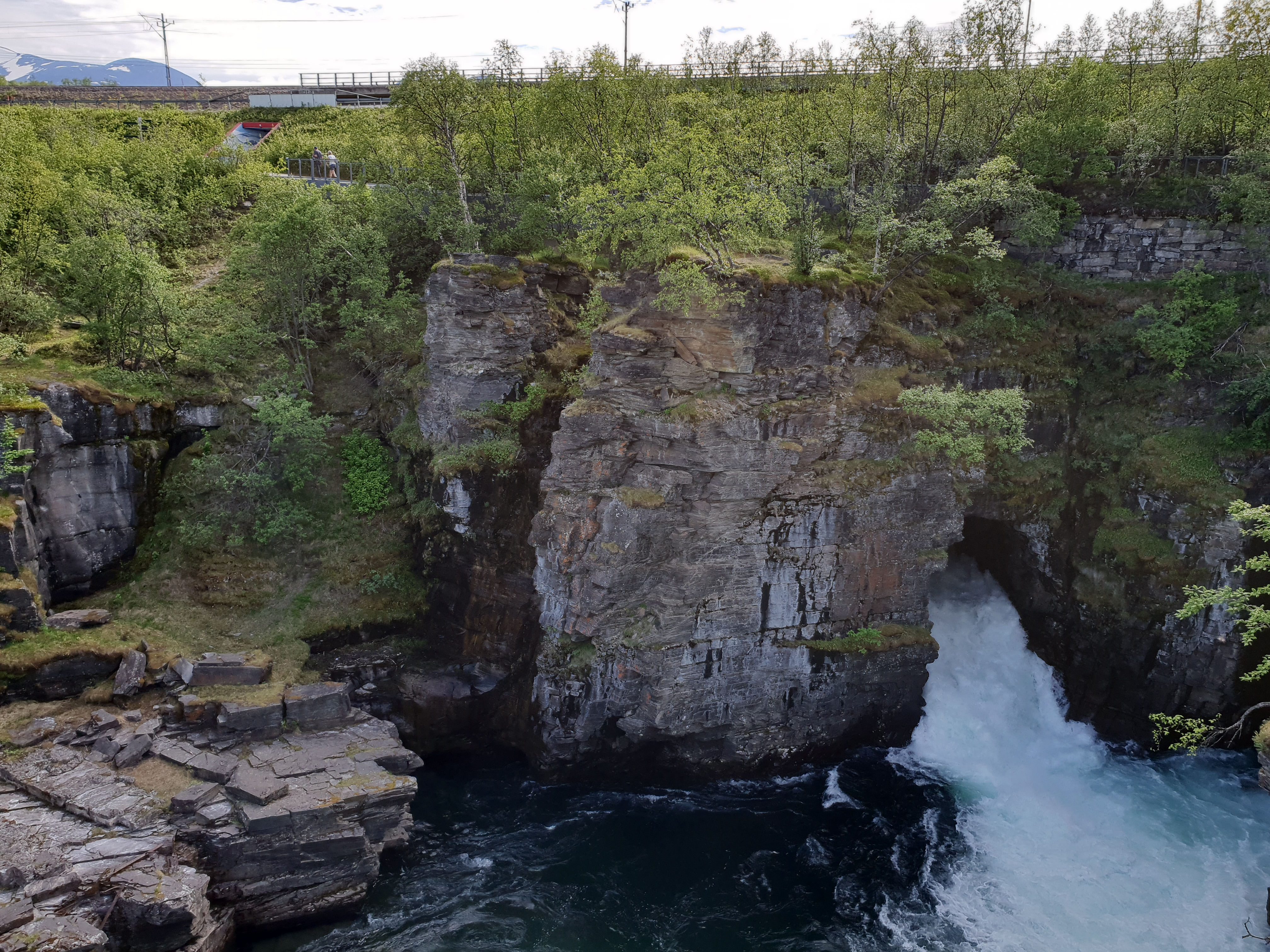